# Open Castilla y León 2022
L'Open Castilla y León 2022 è stato un torneo di tennis professionistico. È stata la 36ª edizione del torneo maschile , facente parte della categoria Challenger 90 nell'ambito dell'ATP Challenger Tour 2022, con un montepremi di 67 960 €. È stata la 7ª edizione del torneo femminile, facente parte della categoria W25 con un montepremi di 25 000 $. Si è svolto dal 25 al 31 luglio 2022 sui campi in cemento dell'Open Tennis Villa de El Espinar di Segovia, in Spagna.

## Partecipanti

### Teste di serie
| Nazionalità | Giocatore          | Ranking* | Testa di serie |
| ----------- | ------------------ | -------- | -------------- |
| Portogallo  | Nuno Borges        | 111      | 1              |
| Francia     | Constant Lestienne | 119      | 2              |
| Spagna      | Fernando Verdasco  | 126      | 3              |
| Francia     | Hugo Grenier       | 132      | 4              |
| Francia     | Ugo Humbert        | 157      | 5              |
| Turchia     | Altuğ Çelikbilek   | 164      | 6              |
| Kazakistan  | Dmitrij Popko      | 189      | 7              |
| Francia     | Grégoire Barrère   | 192      | 8              |

* Ranking all'11 luglio 2022.

### Altri partecipanti
I seguenti giocatori hanno ricevuto una wild card per il tabellone principale:
- Julio César Porras
- Alejandro Moro Cañas
- Daniel Rincón

Il seguente giocatore è entrato in tabellone come special exempt:
- Denis Yevseyev

I seguenti giocatori sono entrati in tabellone come alternate:
- Nicolás Álvarez Varona
- Illja Marčenko

I seguenti giocatori sono passati dalle qualificazioni:
- Alberto Barroso Campos
- Gabriel Décamps
- Alibek Kachmazov
- Benjamin Lock
- Adrián Menéndez Maceiras
- Denis Istomin

## Campioni

### Singolare maschile
Hugo Grenier ha sconfitto in finale  Constant Lestienne con il punteggio di 7–5, 6–3.

### Singolare femminile
Mirra Andreeva ha sconfitto in finale  Eva Guerrero Alvarez con il punteggio di 6–4, 6–2.

### Doppio maschile
Nicolás Álvarez Varona /  Iñaki Montes de la Torre hanno sconfitto in finale  Benjamin Lock /  Courtney John Lock con il punteggio di 7–6(3), 6–3.

### Doppio femminile
Eudice Chong /  Hong Yi Cody Wong hanno sconfitto in finale  Verena Meliss /  Eliessa Vanlangendonck con il punteggio di 6–4, 6–1.